# هارولد إتش. تشيس
هارولد إتش. تشيس هو محامي وسياسي أمريكي، ولد في 31 مارس 1912 في سبرينغفيلد في الولايات المتحدة، وتوفي في 24 أكتوبر 1976 في سالينا في الولايات المتحدة. نشط حزبياً في الحزب الجمهوري. وقد انتخب نائب حاكم كانساس ‏.